# Ménage à trois (singolo)
Ménage à trois è un singolo del gruppo musicale eurodance svedese Alcazar, pubblicato il 30 giugno 2003 dall'etichetta discografica BMG.
La canzone che ha dato il titolo al singolo, secondo estratto dal secondo album del gruppo Alcazarized, è stata scritta da Lindy Robbins, George Samuelson, Michael Lundh e Quint Starkie e prodotta dagli stessi Samuelson, Lundh e Starkie.
Ha ottenuto un discreto successo in Svezia.

## Tracce
1. Ménage à trois (Radio Edit) - 3:51
2. Ménage à trois (The Mute8 Mix) - 6:09
3. Ménage à trois (J Pipe Smooth Club) - 5:44
4. Ménage à trois (Now in Stereo Edit) - 7:17
5. Ménage à trois (Fls Darkroom Remix) - 7:43

## Classifiche
| Classifica (2003) | Posizione raggiunta |
| ----------------- | ------------------- |
| Svezia            | 19                  |